# Schlettau

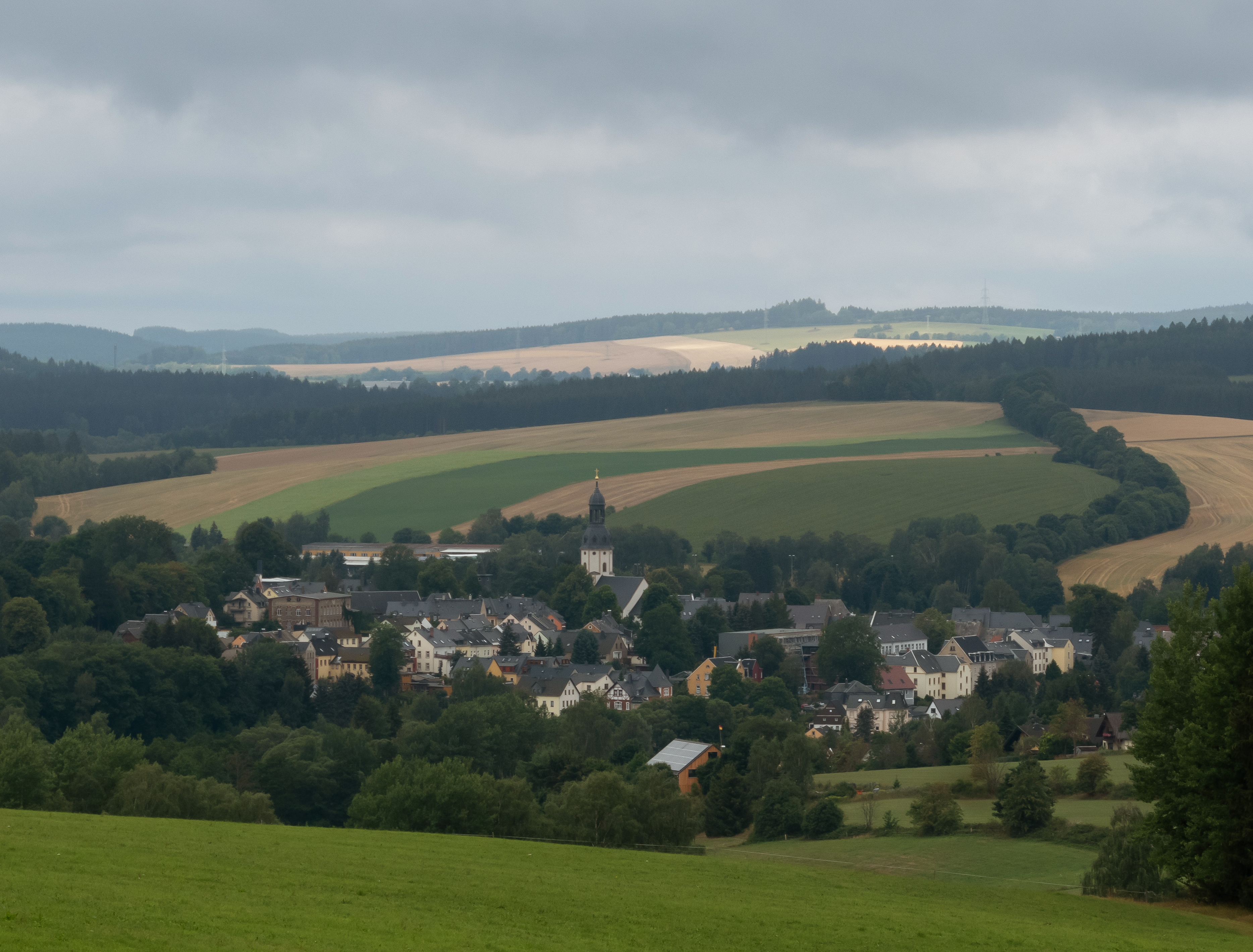
Schlettau, Blick auf die Stadt

 Schlettau ist eine Kleinstadt im Erzgebirgskreis in Sachsen. Die Stadt Schlettau bildet zusammen mit der Stadt Scheibenberg die Verwaltungsgemeinschaft Scheibenberg-Schlettau. Die erfüllende Gemeinde ist die Stadt Scheibenberg.

## Lage mit Nachbargemeinden und Stadtgliederung
Die Stadt liegt an der Mündung der Roten Pfütze in die Zschopau.
Im Osten grenzt Annaberg-Buchholz an die Stadt, im Südosten Sehmatal, im Süden Crottendorf, im Südwesten Scheibenberg, im Westen Elterlein und im Norden Tannenberg. Nördlich davon schließt sich das frühere Waldhufendorf Dörfel an, welches seit dem 1. Oktober 1996 als Ortsteil Dörfel zu Schlettau gehört.

## Geschichte

### Entwicklung zu einer Siedlung
Zum Schutz des Überganges über die Zschopau und als Wegestation zum Preßnitzer Pass ließen die Landesherren um 1100 ein Kastell anlegen. Das Gebiet gehörte den Schönburgern und oblag der Oberhoheit des böhmischen Königs. Am 13. März 1351 erhielten Friedrich und Bernhard von Schönburg Hassenstein (Hasištejn), Preßnitz und Schlettau, das in der Urkunde erstmals überhaupt Erwähnung findet (unter dem Namen Sleten oder Slatin), als Lehen. Am 20. März 1413 kam Schlettau in einem Tauschgeschäft zum Kloster Grünhain. Im Jahr 1367 wurde Schlettau oppidum genannt. Mitte des 15. Jahrhunderts wurden die ersten städtischen Rechte belegt.

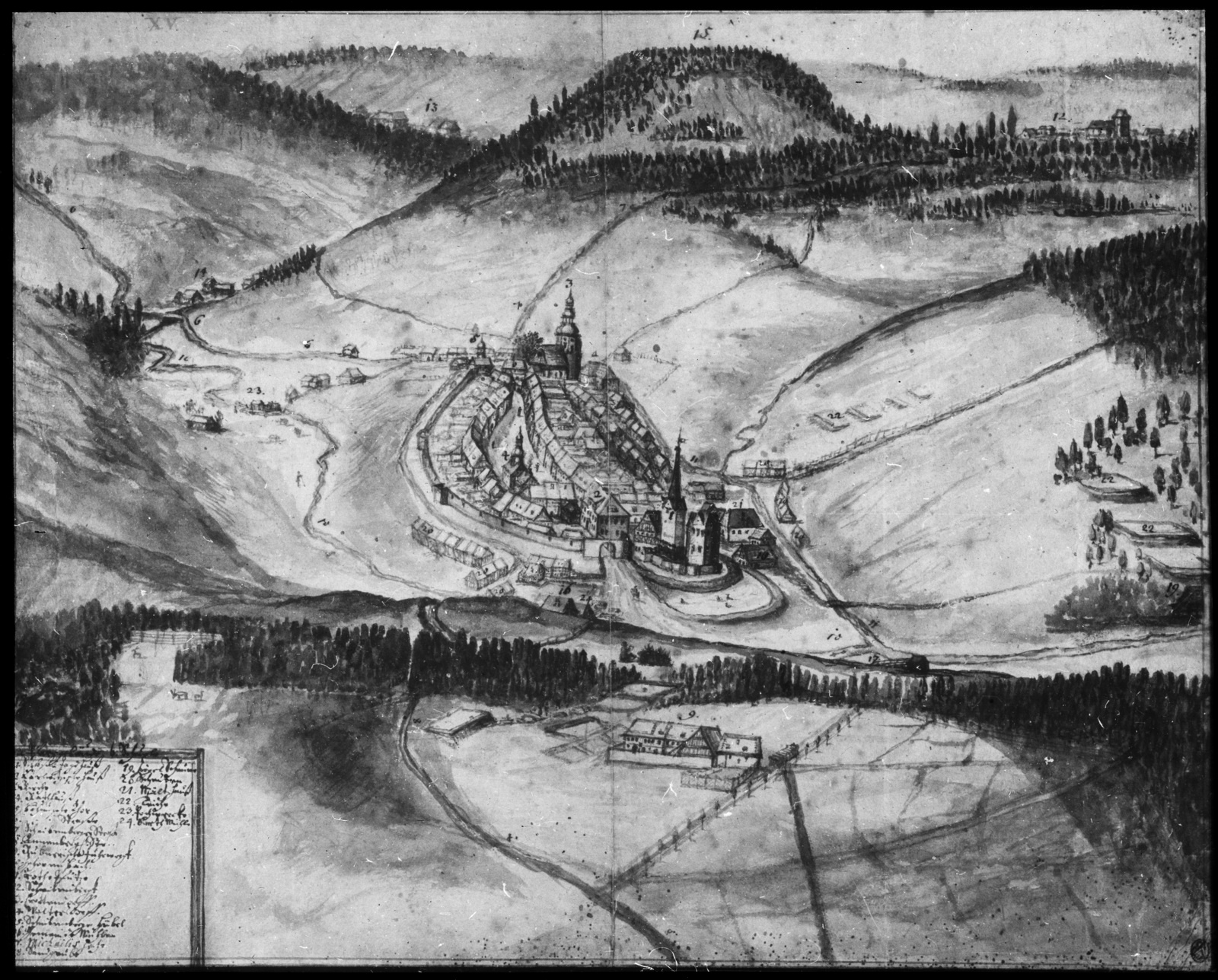
Schlettau am Fuße des Scheibenberges um 1701

1515 wurde Schlettau freie Bergstadt. 1527/1529 führten Balthasar Loy und Johannes Bock in der Region die Reformation durch. Mit der damit verbundenen Auflösung des Klosters Grünhain gelangte Schlettau unter wettinische Herrschaft. Aufgrund der verkehrswichtigen Lage kam es im Dreißigjährigen Krieg mehrfach zum Durchzug plündernder Truppen.
Ab 1725 begannen die Siedler mit dem Kartoffelanbau auf Schlettauer Fluren. Als das Schloss ab Mitte des 18. Jahrhunderts nicht mehr genutzt wurde, verfiel es in zunehmendem Maße. Erst Ende des 19. Jahrhunderts erfolgten umfangreiche Renovierungsarbeiten. Bis dahin hatten Teile des Schlosses als Fabrikgebäude Verwendung gefunden.
1889 erfolgte mit der Eröffnung der Bahnstrecke Annaberg-Buchholz Süd–Schwarzenberg der Anschluss an das Bahnnetz. 1930 ging das Schloss Schlettau in den Besitz der Stadt über.

### 19. und 20. Jahrhundert
Am 1. Oktober 1996 erfolgte die Eingemeindung von Dörfel.

### Einwohnerentwicklung
Am 3. Oktober 1990 zählte Schlettau 2.985 Einwohner. Folgende Einwohnerzahlen beziehen sich auf den 31. Dezember des voranstehenden Jahres:
| 1993 bis 1997 - 1993 – 2.844 - 1994 – 2.823 - 1995 – 2.820 - 1996 – 2.854 - 1997 – 2.794 | 1998 bis 2002 - 1998 – 2.789 - 1999 – 2.790 - 2000 – 2.799 - 2001 – 2.787 - 2002 – 2.772 | 2003 bis 2007 - 2003 – 2.753 - 2004 – 2.758 - 2005 – 2.732 - 2006 – 2.705 - 2007 - 2.691 | ab 2009 - 2009 - 2.598 - 2012 - 2.468 - 2013 - 2.456 |

 Quelle: Statistisches Landesamt des Freistaates Sachsen

## Religion
52 % der Einwohner von Schlettau sind evangelisch, nur 1 % katholisch.
Die Kirchgemeinde St. Ulrich Schlettau gehört zum Kirchenbezirk Annaberg der Evangelisch-Lutherischen Landeskirche Sachsens. Der Ortsteil Dörfel gehört jedoch zur Kirchgemeinde St. Michaelis im benachbarten Hermannsdorf, die demselben Kirchenbezirk angehört.
Die wenigen Katholiken sind der Pfarrei Maria, Mutter der Kirche mit Sitz Annaberg-Buchholz, Bistum Dresden-Meißen, zugeordnet, deren nächste Gottesdienststation die Pfarrkirche Hl. Kreuz (Annaberg-Buchholz) ist.

## Politik
- FWBF: 10
- CDU: 4

### Stadtrat
Seit der Stadtratswahl am 9. Juni 2024 verteilen sich die 14 Sitze des Gemeinderates folgendermaßen auf die einzelnen Gruppierungen:
- Freie Wähler Bürgerforum e. V. (FWBF): 10 Sitze
- CDU: 4 Sitze

| Liste                          | 2024   | 2024   | 2019   | 2019   | 2014   | 2014   |
| Liste                          | Sitze  | in %   | Sitze  | in %   | Sitze  | in %   |
| ------------------------------ | ------ | ------ | ------ | ------ | ------ | ------ |
| Freie Wähler Bürgerforum e. V. | 10     | 72,0   | 9      | 64,7   | 6      | 43,2   |
| CDU                            | 4      | 28,0   | 5      | 35,3   | 6      | 39,3   |
| Schloss Schlettau              | –      | –      | –      | –      | 1      | 10,1   |
| Grüne                          | –      | –      | –      | –      | 1      | 7,3    |
| Wahlbeteiligung                | 70,2 % | 70,2 % | 68,5 % | 68,5 % | 53,5 % | 53,5 % |

### Bürgermeister

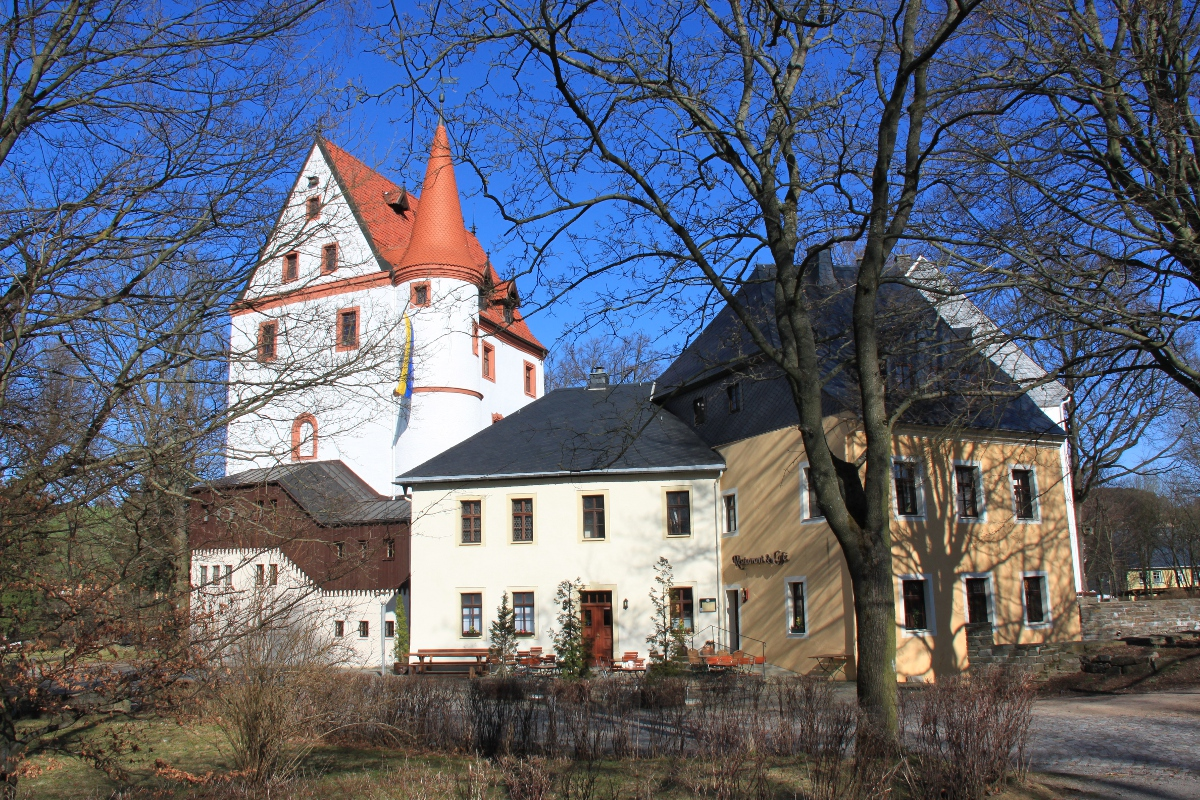
Schloss Schlettau

Conny Göckeritz (Grüne) setzte sich bei der Bürgermeisterwahl am 7. Juni 2015 mit 67,9 Prozent gegen den damaligen Amtsinhaber Axel Bräuer (CDU) durch. Göckeritz ist der erste Bürgermeister von Bündnis 90/Die Grünen im Erzgebirge und im Freistaat Sachsen der zweite, seit Erich Homilius 1994 Bürgermeister von Hohenstein-Ernstthal wurde.
| Wahl | Bürgermeister         | Vorschlag | Wahlergebnis (in %) |
| ---- | --------------------- | --------- | ------------------- |
| 2022 | Conny Bernd Göckeritz | FWBF      | 98,8                |
| 2015 | Conny Bernd Göckeritz | Grüne     | 67,9                |
| 2008 | Axel Bräuer           | CDU       | 60,4                |
| 2001 | Matthias Greifenhagen | CDU       | 70,8                |
| 1994 | Matthias Greifenhagen | CDU       | 55,8                |

### Städtepartnerschaften
- Partnerstadt ist Místo (Platz) in Tschechien (seit 2004)
- Städtefreundschaft besteht mit Schnaittach (Mittelfranken)

## Kultur und Sehenswürdigkeiten

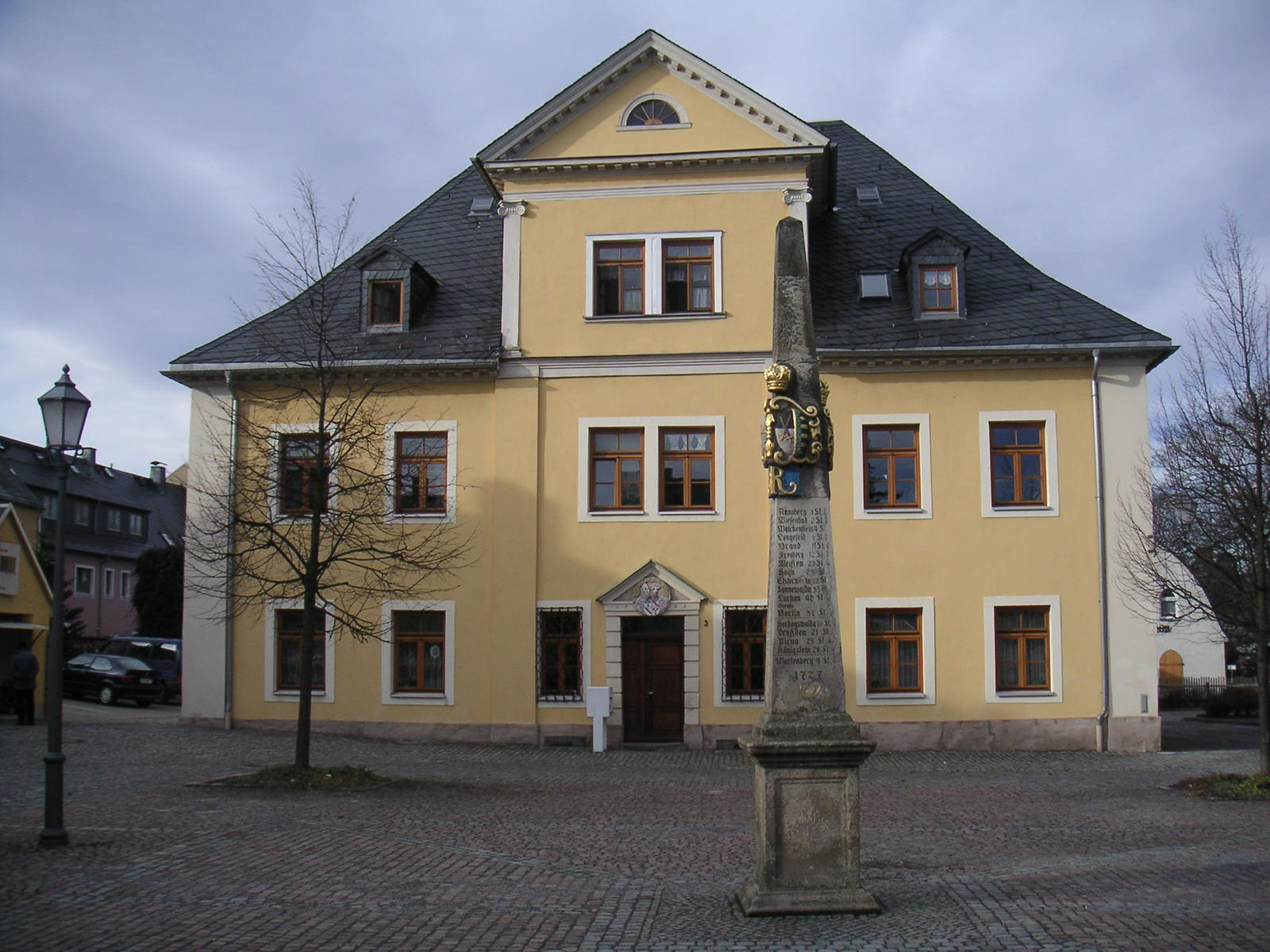
Postmeilensäule vor dem Reutherhaus

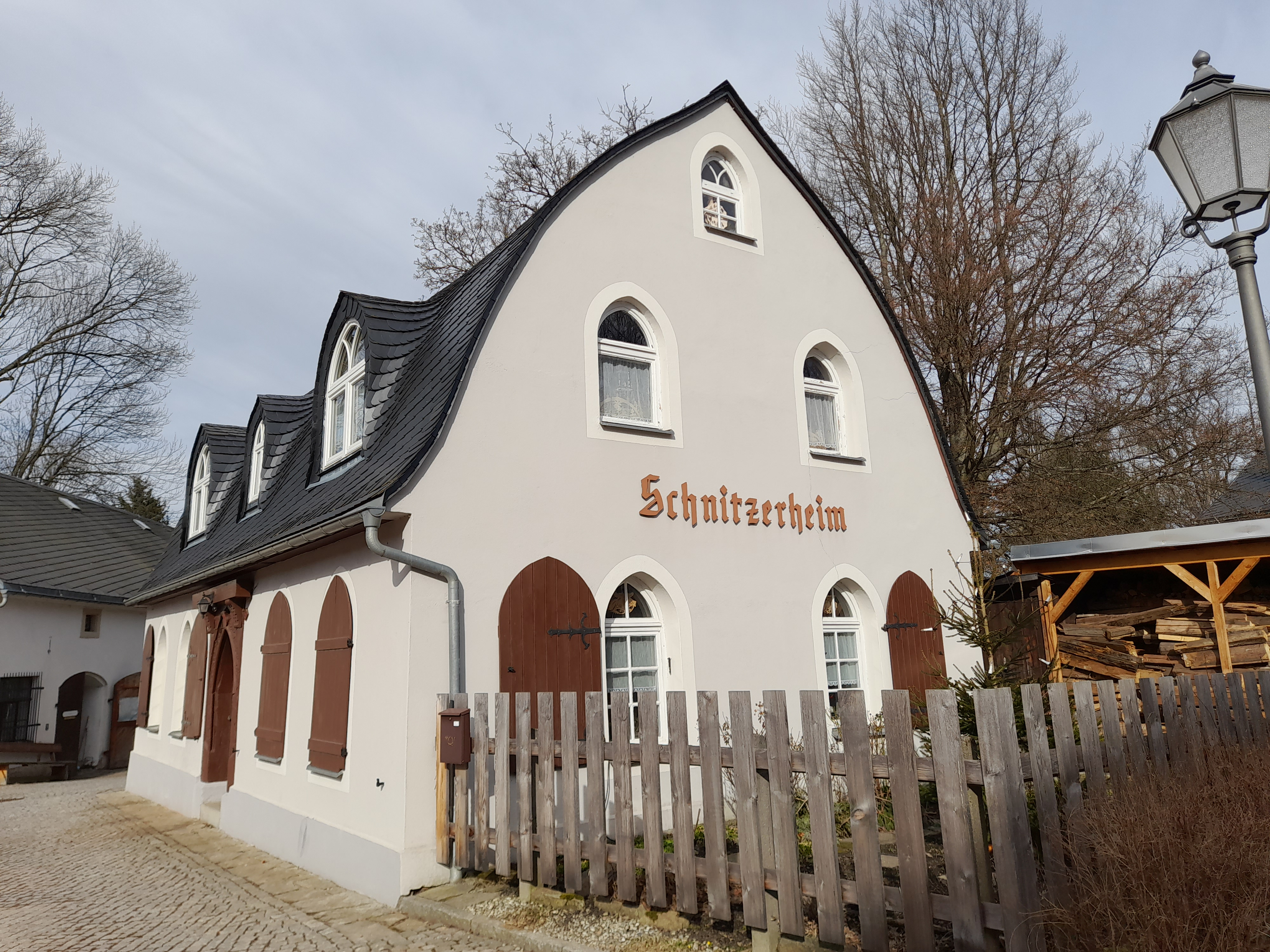
Schnitzerheim im Pförtnerhaus des Schlosses Schlettau

- Durch die Stadt führt die Ferienstraße Silberstraße.
- Das bekannteste Tourismusziel ist das Schloss Schlettau. Im darin seit der DDR-Zeit untergebrachten Museum werden unter anderem historische Exponate der Posamentenherstellung, die in Schlettau heimisch war, gezeigt.
- Im Zentrum der Stadt steht eine restaurierte Kursächsische Postmeilensäule vor dem Reut(h)erhaus. Das ist ein Barockbau aus dem Jahr 1701 am Schloßplatz.

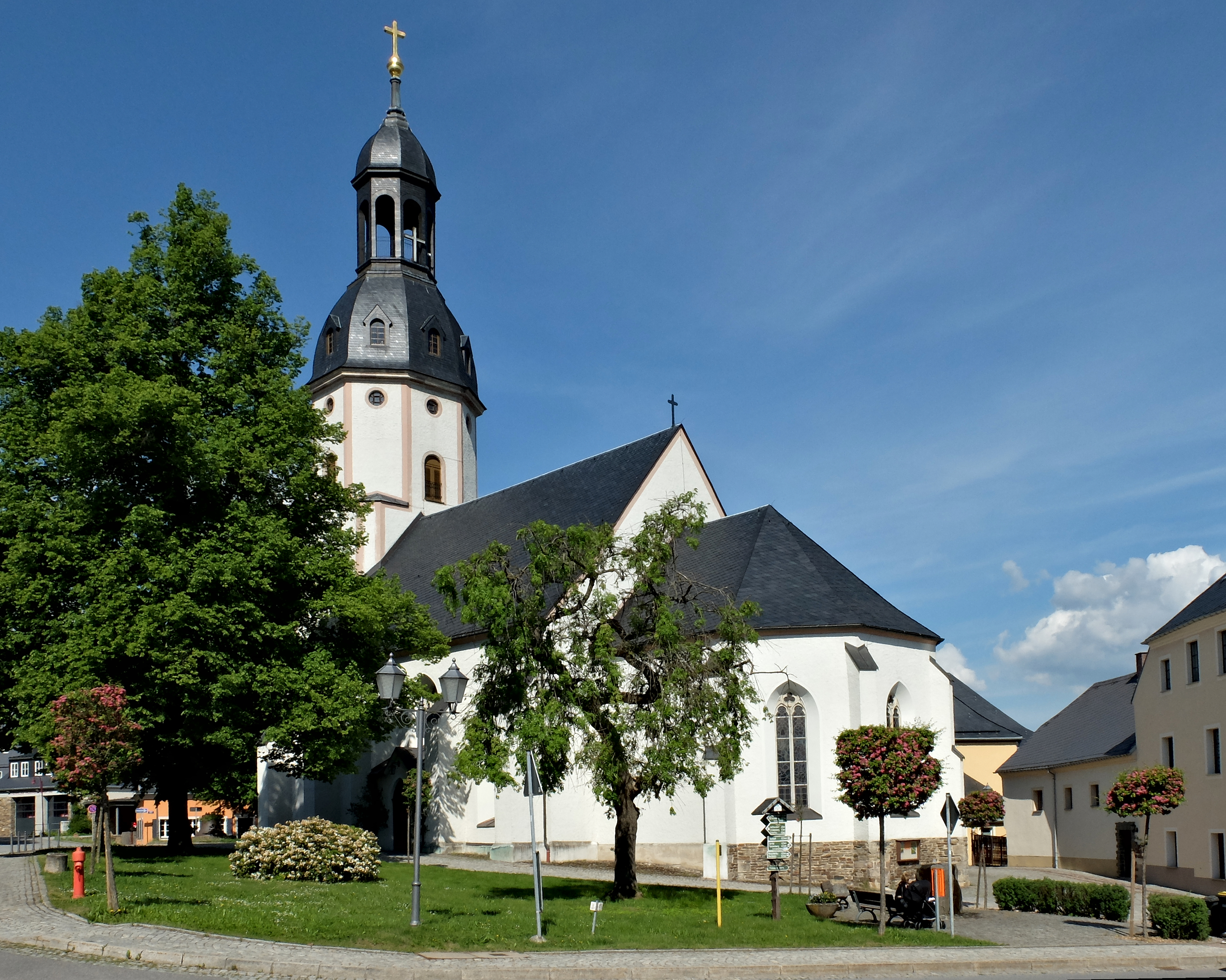
Stadtkirche Schlettau

- Die evangelische Pfarrkirche Kirche St. Ulrich[8] mit restaurierter Kreutzbach-Orgel[9] prägt das Stadtbild. Sie nahm ihren Anfang im frühen 15. Jahrhundert und steht unter Denkmalschutz.[10][11][12] Ein an der Außenwand der Kirche platzierter Stein soll der Sage nach das Gesicht eines Mönchs zeigen.[13] Zur Kirche gehört die gleichnamige Kantorei.
- Nicht unerwähnt soll bleiben, dass im direkten Zentrum des Ortes noch zahlreiche Wohnbauten aus dem 17. und 18. Jahrhundert erhalten sind, die im 21. Jahrhundert vom Sächsischen Denkmalamt unter Denkmalschutz gestellt wurden.

- Das Ortsrathaus (Adresse Markt 1), mit einem kleinen Uhrentürmchen, einem schiefergedeckten Dach und eher in den Formen einer Kirche ausgeführt, ist eine Außenstelle der erfüllenden Stadtgemeinde Scheibenberg.[14]
- Am Naturschutzzentrum steht ein Gedenkstein für einen namentlich bekannten sowjetischen Zwangsarbeiter, der wegen praktischer Lebenshilfe für seine Leidensgenossen von zwei Polizisten 1945 ermordet wurde.

### Naturschutz
- Siehe auch: Liste der Naturdenkmale in Schlettau

## Wirtschaft und Infrastruktur

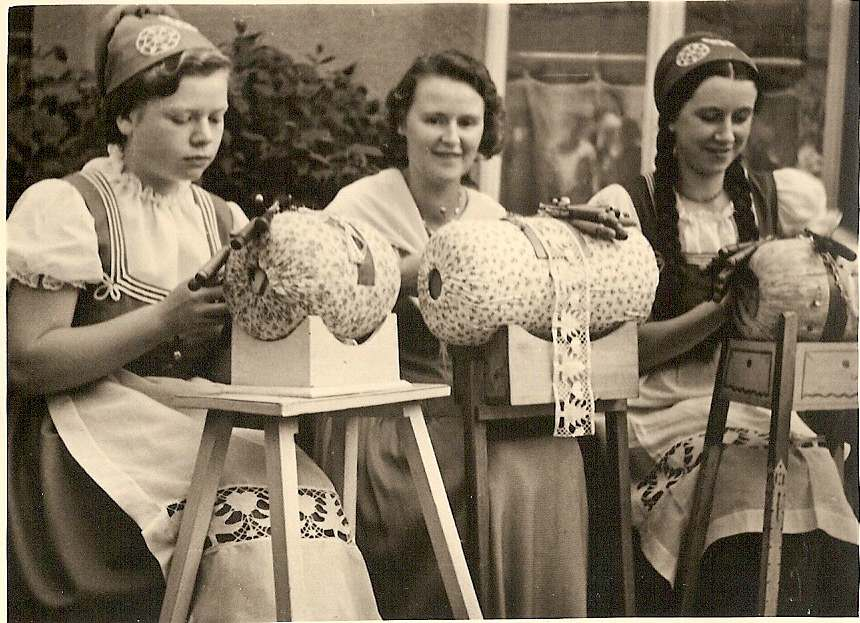
Spitzenklöpplerinnen 1936

### Wirtschaft
Größter Betrieb des Ortes ist ein Steinbruch zur Gewinnung von Zweiglimmergneis.
In Schlettau wird exklusiv der Kräuterschnaps Grubenfeuer hergestellt.
Der Ort ist auch für die Tradition des Klöppelns bekannt.

### Verkehr

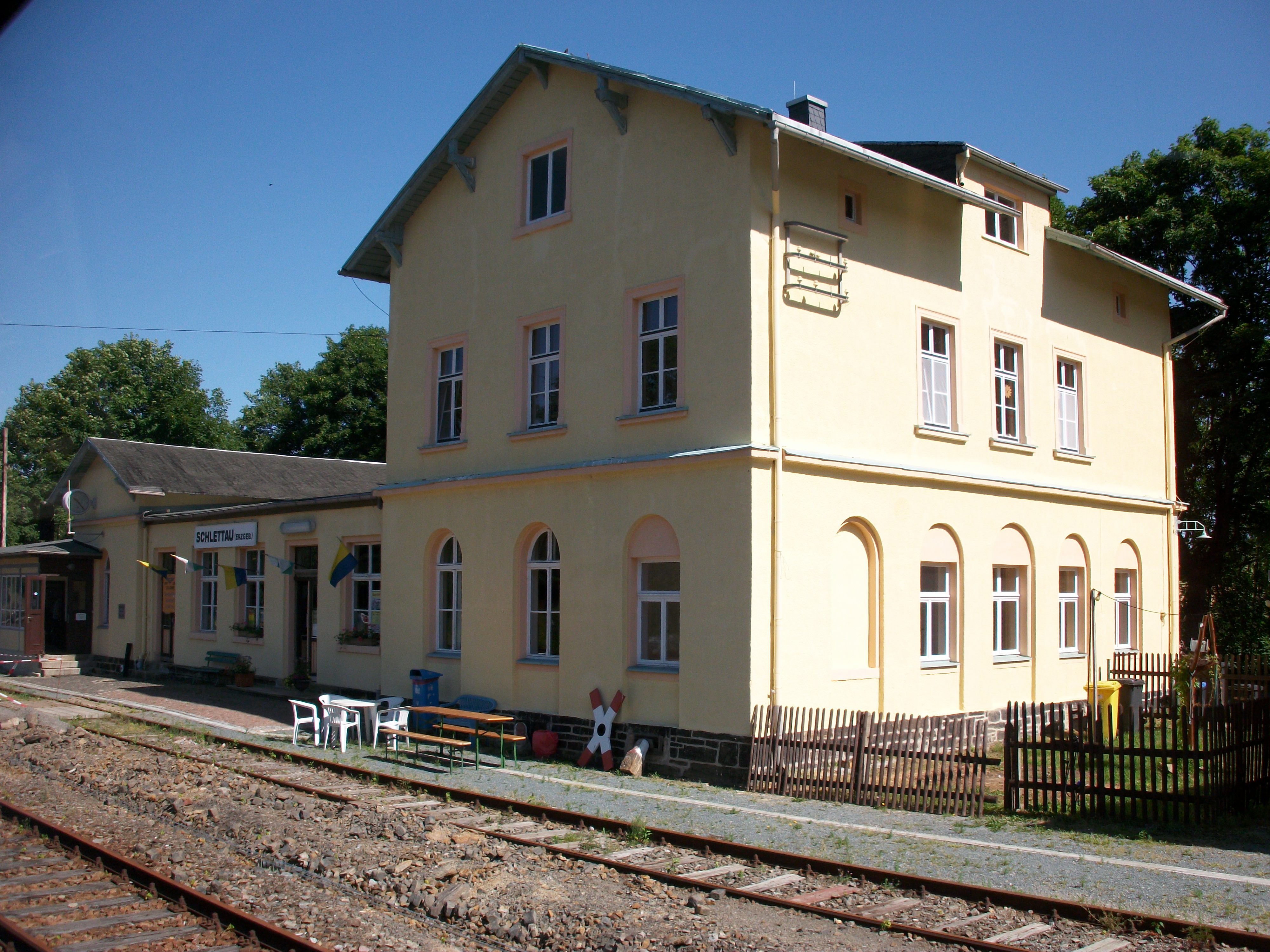
Bahnhof Schlettau (Erzgeb) (2010)

Schlettau liegt an der Bundesstraße 101. Die alte Wegverbindung zum Preßnitzer Pass vom Kloster Grünhain hat heute keinerlei überregionale Bedeutung mehr.
Auf der durch die Stadt führenden Bahnstrecke Annaberg-Buchholz–Schwarzenberg (- Aue) wurde 1997 der Personenverkehr eingestellt, die Strecke wird lediglich mehrmals im Jahr von dem Verein Sächsischer Eisenbahnfreunden (VSE) in Schwarzenberg bei Sonderfahrten befahren (Erzgebirgische Aussichtsbahn). Einst lag hier der Ausgangspunkt der Stichstrecke nach Crottendorf, welche bis Walthersdorf die Trasse nach Annaberg-Buchholz benutzte.

### Erholungsort
Schlettau war bis 2024 „staatlich anerkannter Erholungsort“.